# سافتبال در المپیک تابستانی
سافتبال در بازی‌های المپیک تابستانی  نام رویدادهای ورزش سافتبال در بازی‌های المپیک تابستانی است که از سال ۱۹۹۶ تا سال ۲۰۰۸ برگزار شد.

## جدول مدال‌ها
| رتبه | کشور                      | طلا | نقره | برنز | مجموع |
| ۱    | ایالات متحده آمریکا (USA) | ۳   | ۱    | ۰    | ۴     |
| ۲    | ژاپن (JPN)                | ۱   | ۱    | ۱    | ۳     |
| ۳    | استرالیا (AUS)            | ۰   | ۱    | ۳    | ۴     |
| ۴    | چین (CHN)                 | ۰   | ۱    | ۰    | ۱     |

## مدال آوران
| مسابقات      | طلا                       | نقره                      | برنز           |
| ------------ | ------------------------- | ------------------------- | -------------- |
| آتلانتا ۱۹۹۶ | ایالات متحده آمریکا (USA) | چین (CHN)                 | استرالیا (AUS) |
| سیدنی ۲۰۰۰   | ایالات متحده آمریکا (USA) | ژاپن (JPN)                | استرالیا (AUS) |
| آتن ۲۰۰۴     | ایالات متحده آمریکا (USA) | استرالیا (AUS)            | ژاپن (JPN)     |
| بیجینگ ۲۰۰۸  | ژاپن (JPN)                | ایالات متحده آمریکا (USA) | استرالیا (AUS) |

## کشورهای شرکت کننده
| کشور                | ۱۹۹۶ | ۲۰۰۰ | ۲۰۰۴ | ۲۰۰۸ | سال‌ها |
| ------------------- | ---- | ---- | ---- | ---- | ----- |
| استرالیا            | ۳    | ۳    | ۲    | ۳    | ۴     |
| کانادا              | ۵    | ۸    | ۵    | ۴    | ۴     |
| چین                 | ۲    | ۴    | ۴    | ۵    | ۴     |
| چین تایپه           | ۶    | -    | ۶    | ۶    | ۳     |
| کوبا                | -    | ۷    | -    | -    | ۱     |
| یونان               | -    | -    | ۷    | -    | ۱     |
| ژاپن                | ۴    | ۲    | ۳    | ۱    | ۴     |
| ایتالیا             | -    | ۵    | ۸    | -    | ۲     |
| هلند                | ۷    | -    | -    | ۸    | ۲     |
| نیوزیلند            | -    | ۶    | -    | -    | ۱     |
| پورتوریکو           | ۸    | -    | -    | -    | ۱     |
| ایالات متحده آمریکا | ۱    | ۱    | ۱    | ۲    | ۴     |
| ونزوئلا             | -    | -    | -    | ۷    | ۱     |
| مجموع کشورها        | ۸    | ۸    | ۸    | ۸    |       |